# Коббельсдорф
Коббельсдорф (нем. Cobbelsdorf) — деревня в Германии, в земле Саксония-Анхальт. Входит в состав города Косвиг (Анхальт) района Анхальт-Цербст.
Население составляет 605 человек (на 31 декабря 2006 года). Занимает площадь 24,38 км².
Впервые упоминается в  1356 году как Кобсторп.
Ранее Коббельсдорф имел статус общины (коммуны). 1 января 2009 года деревня вошла в состав города Косвиг (Анхальт).